# Olšina (Polná na Šumavě)
Olšina je malá vesnice, rozdělená mezi město Horní Planá a obec Polná na Šumavě v okrese Český Krumlov. Polenská část byla před 1. lednem 2016 součástí vojenského újezdu Boletice. Nachází se tam 24 budov, z toho 21 jsou objekty individuální rekreace (chaty).
Olšina se nachází na katastrálním území Polná na Šumavě o rozloze 19 161 166 m².

## Zajímavosti
- Resort Olšina Vojenských lesů a statků o kapacitě 100 lůžek[4] se nachází v bezprostřední blízkosti rybníka Olšina, kolem kterého vede i naučná stezka VLS Knížecí stolec.

## Galerie

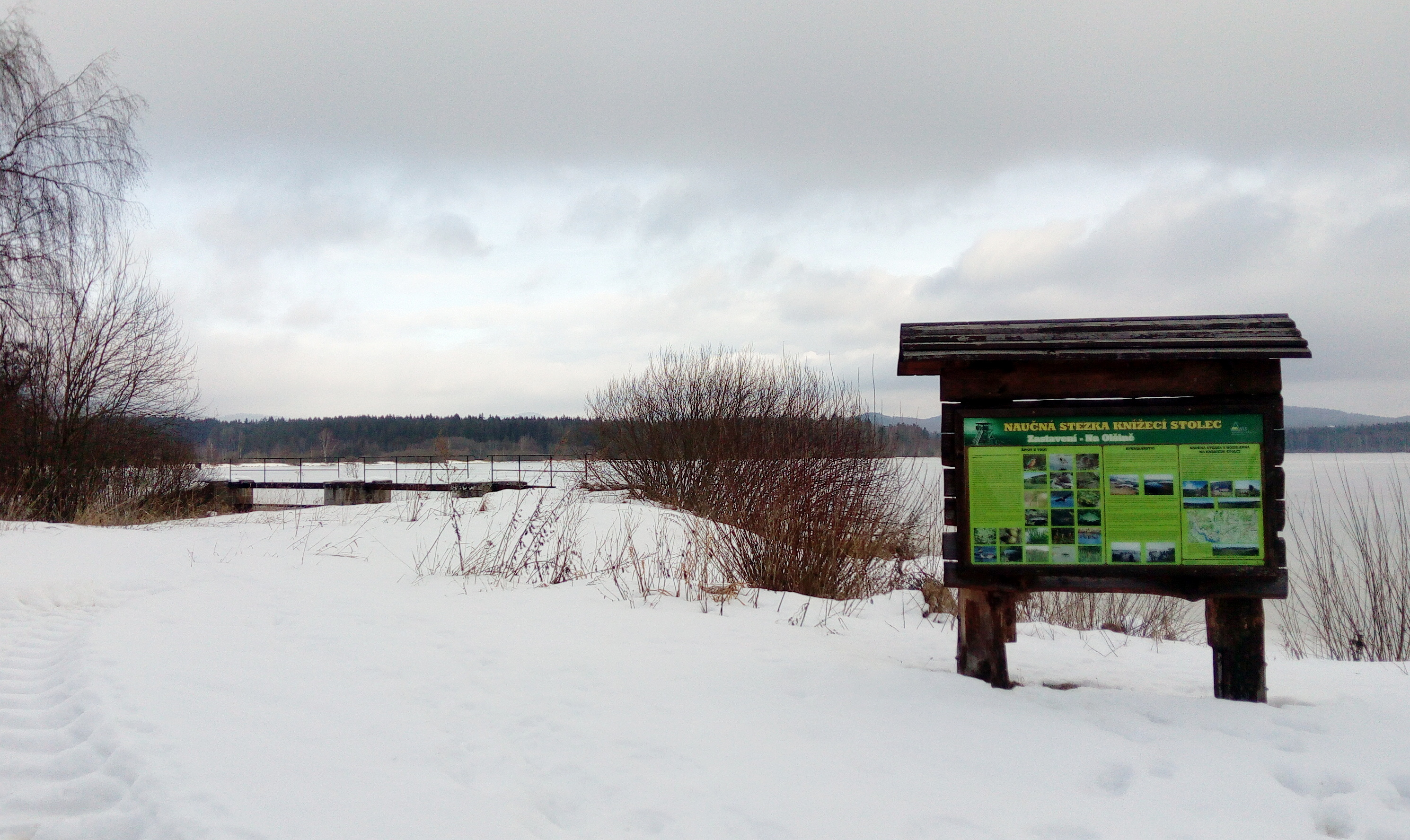
Naučná stezka v blízkosti rekreačního střediska
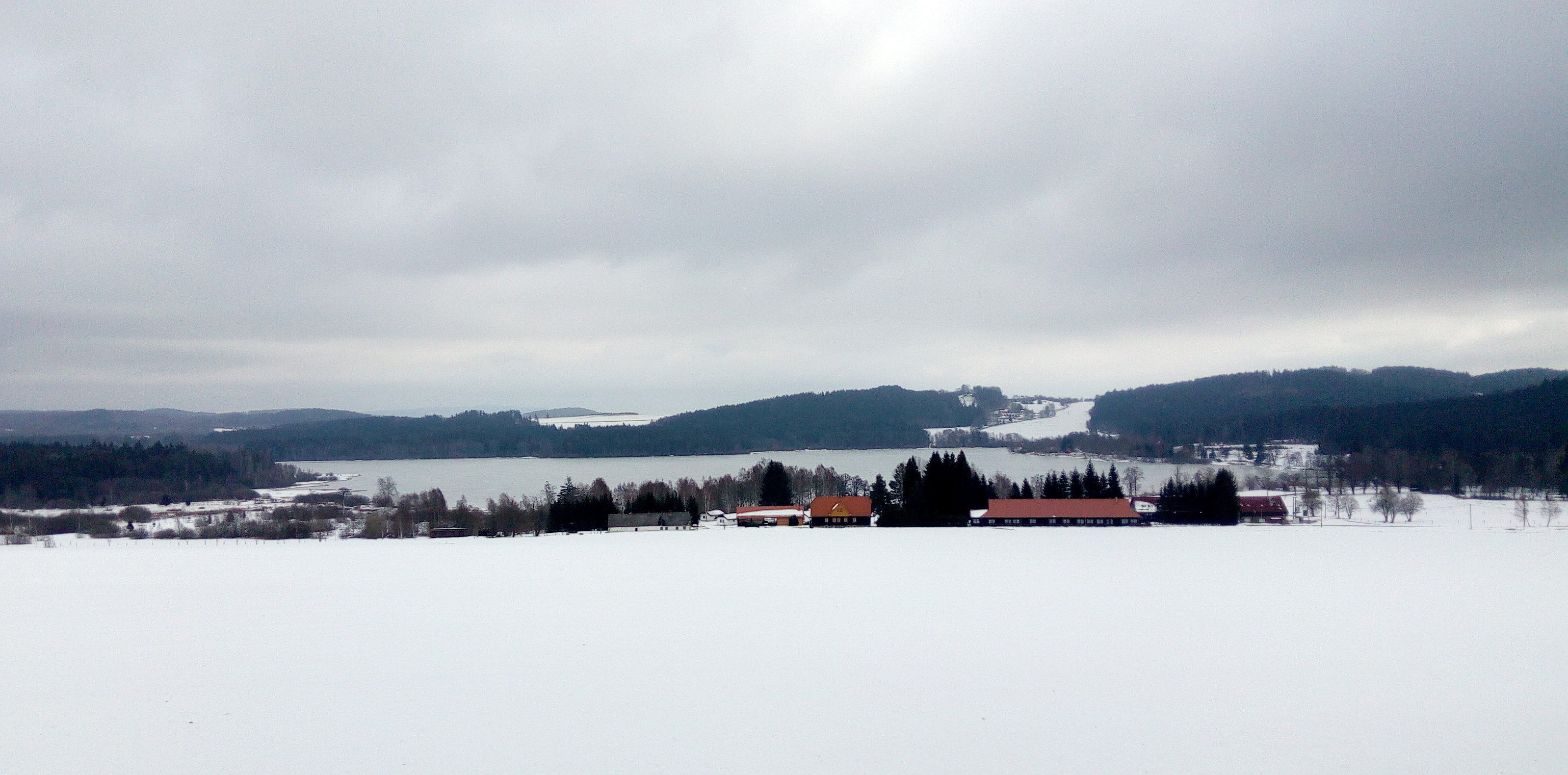
Pohled na středisko od jihozápadu